# Arnoštický potok
Arnoštický potok nebo také Jalovice (dle map ČÚZK) je potok v okrese Mladá Boleslav, ve Středočeském kraji, levostranný přítok říčky Žehrovky. Délka jeho toku činí 3,6 km. Plocha jeho povodí měří 6,9 km².

## Průběh toku
Potok pramení asi 800 metrů jižně od vsi Žehrov v Žehrovské oboře, na severních svazích Příhrazské vrchoviny v chráněné krajinné oblasti Český ráj a teče nejprve na sever. Po opuštění obory a vrchoviny vtéká do široké nivy Žehrovky a napájí žehrovské rybníky Horní a Dolní. Předtím i potom se spojuje se svými čtyřmi přítoky, které již před soutokem napájejí celkem devět rybníků (jeden z nich je rybník Oběšenec). Nakonec se Arnoštický potok vlévá do Žehrovky jihozápadně u obce Žďár.